# Karl Julius Großhans
Karl Julius Großhans (* 15. März 1881 in Altensteig; † 25. Mai 1946 in Konstanz) war ein deutscher Schriftsetzer, Journalist und Politiker (SPD). Er war ein Verfolgter des NS-Regimes.

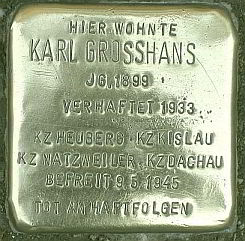
Stolperstein Konstanz: Karl Großhans

## Leben
Karl Julius Großhans, eines von neun Kindern des Schumachers Michael und Anna Marie Großhans, absolvierte nach seiner Schulausbildung in Altensteig von 1895 bis 1899 eine Lehre als Schriftsetzer in Kirchheim unter Teck. Nach einer Wanderschaft als Geselle durch die Schweiz, Italien und Frankreich war er ab 1920 in Konstanz bei der Christlichen Verlagsanstalt, später beim Thurgauer Volksfreund in Kreuzlingen, tätig.
1899 trat er in die SPD ein und war später Vorsitzender und Vorstandsmitglied der SPD in Konstanz. Zudem engagierte er in den Vorständen des Gewerkschaftskartells, des Arbeiter-Turn-Vereins „Bahn–Frei“ sowie des örtlichen Buchdruckervereins. 1912 war er Delegierter zum SPD-Reichsparteitag in Chemnitz. Nach Kriegsteilnahme im Ersten Weltkrieg 1916 bis 1917 wurde Großhans 1918 Vorsitzender des Konstanzer Arbeiter- und Soldatenrates.
1919 wurde Karl Julius Großhans Abgeordneter für den Seekreis (Bodensee) im Landtag der Republik Baden in Karlsruhe. Er war Mitglied im Petitionsausschuss (1921–1925) und im Haushalts- und Finanzausschuss (1925–1929). Zudem war er 1920 Begründer der Arbeiterzeitung Konstanzer Volksblatt, dessen Redakteur bis 1933. 1924 war er einer der Gründer des Reichsbanner Schwarz-Rot-Gold in Konstanz.
Nach der Machtergreifung der Nationalsozialisten 1933 wurde Großhans verhaftet. 1933/1934 war er zunächst in „Schutzhaft“ in Konstanz. Der Internierung mit schwersten Misshandlungen in den KZ Heuberg und KZ Kislau folgte in Stuttgart 1939 eine Verurteilung wegen Vorbereitung zum Hochverrat und nach vier Monaten Untersuchungshaft der Freispruch. Eine erneute Verhaftung erfolgte unmittelbar nach dem Attentat vom 20. Juli 1944 und Internierung in den KZ Natzweiler-Struthof, KZ Dachau und KZ Mauthausen. Am 5. Mai 1945 erfolgte seine Befreiung durch US-Truppen.
Großhans ging nach Konstanz zurück und wurde im Mai 1945 von der französischen Besatzungsmacht als einer der Vertreter von vier Parteien eingesetzt für die Redaktion und herausgebende Gesellschaft des Südkuriers, zusammen mit Hermann Fiebing, Hermann Dörflinger, Rudi Goguel und Friedrich Munding.
Karl Julius Großhans starb ein Jahr nach seiner Befreiung an den Folgen der KZ-Aufenthalte und Zwangsarbeit im Steinbruch. Er war seit 1905 verheiratet mit Adelheid geb. Romer (1882–1953); aus der Ehe stammten zwei Kinder.

## Ehrungen
- Ehrenpräsident der Konstanzer Sozialdemokraten
- Namensgeber Karl-Großhans Weg in Konstanz (1986)
- Stolperstein in Konstanz (2013)